# Esercito libico
L'Esercito libico è la forza militare terrestre della Libia.
Fino alla caduta del regime di Gheddafi, constava di circa 50.000 unità più le 43.000 unità di riserva che formavano la milizia popolare libica, formazione paramilitare delle forze armate libiche.

## Storia
L'esercito libico era organizzato in 10 battaglioni di carri armati, 10 battaglioni di fanteria meccanizzata, 18 battaglioni di fanteria, 6 battaglioni d'assalto, 22 battaglioni d'artiglieria, 4 brigate SSM e 7 battaglioni di artiglieria contraerea. La maggior parte degli armamenti era di origine sovietica e risale agli anni settanta e ottanta. Esso è comunque in gran parte obsoleto ed inservibile ed una grande percentuale rimane in magazzino. Parte dell'equipaggiamento militare è stato anche venduto ad altri paesi africani.
Dagli anni 2000 non sono stati effettuati grandi acquisti di armamento, soprattutto a causa della decadenza dell'economia e delle sanzioni militari subite negli anni novanta. Questo ed altri fattori interni hanno seriamente diminuito la potenza delle intere forze armate libiche negli anni ed esse sono rimaste indietro rispetto ai propri maggiori vicini in termini di capacità militari e di possibilità reale di combattimento. Dopo l'intervento militare internazionale in Libia del 2011 e le guerre civili del 2011 e del 2014 che ne hanno portato allo scioglimento, le forze armate libiche sono in fase di ricostituzione e riorganizzazione.

## Guerre

### Conflitto libico-ciadiano
Dalla fine degli anni settanta alla metà degli anni ottanta l'esercito libico fu coinvolto in quattro grandi incursioni nel territorio del Ciad. L'esercito soffrì grandi perdite in questi conflitti, specialmente durante l'ultima fase del conflitto libico-ciadiano -  durante la cosiddetta guerra delle Toyota del 1987 - dovuto soprattutto alla povertà tattica ed agli aiuti occidentali al Ciad. Tutte queste incursioni vennero alla fine respinte e la Libia non occupò a lungo il Ciad.

### Le guerre civili in Libia
Durante la rivolta, poi aggravatasi in guerra civile, numerose unità delle forze armate hanno disertato e si sono unite ai ribelli. In seguito all'intervento della NATO l'esercito libico rimasto fedele a Gheddafi è stato poi ridotto solo a piccoli gruppi asserragliati nelle poche città rimaste al regime, fino al crollo avvenuto con la conquista di Sirte del 19 ottobre 2011, ed il 20 ottobre Muammar Gheddafi è stato ucciso mentre cercava di fuggire a sud insieme al comandante dell'esercito. La base del futuro esercito libico sarà pertanto l'attuale struttura militare del CNT, il Comitato Nazionale di Transizione, e potrà avvalersi della grande quantità di materiali bellici, molti dei quali obsoleti, lasciati dalla precedente arma.